# Agustin Nicolas Tijerino y Loáisiga
Agustin Nicolas Tijerino y Loáisiga (* 10. Juli 1881 in León; † 28. März 1945 ebenda) war ein nicaraguanischer römisch-katholischer Geistlicher und Bischof von León en Nicaragua.

## Leben
Agustin Nicolas Tijerino y Loáisiga empfing am 22. April 1905 das Sakrament der Priesterweihe für das Bistum León en Nicaragua.
Am 21. November 1921 ernannte ihn Papst Benedikt XV. zum Bischof von León en Nicaragua. Der Erzbischof von Managua, José Antonio Lezcano y Ortega, spendete ihm am 23. April 1922 die Bischofsweihe; Mitkonsekrator war der Bischof von Granada, Canuto José Reyes y Balladares.